# بایاپو اندوری
بایاپو اندوری (انگلیسی: Bayapo Ndori؛ زادهٔ ۲۰ ژوئن ۱۹۹۹) دونده اهل بوتسوانا است.
وی در مسابقات کشوری و بین‌المللی در مجموع برندهٔ ۱ مدال برنز شده‌است.